# لی کوک
لی کوک (انگلیسی: Lee Cook؛ زادهٔ ۳ اوت ۱۹۸۲) یک بازیکن فوتبال اهل بریتانیا است.